# Te Manga
Te Manga ist mit einer Höhe von 652 Metern der höchste Berg der Cookinseln im südlichen Pazifik. Er liegt im Nordosten der Hauptinsel Rarotonga und ist komplett bewaldet.